# 林聖賢
林聖賢（1959年6月14日—），台灣人，台灣棋院八段、中國圍棋會四品職業圍棋棋士，曾完成國手三連霸，門下學生包含知名職業棋士林至涵、許長正、蕭愛霖、董友棠、王元均等人。

## 升段紀錄
- 1983年 新九品 中國圍棋會
- 1986年 八品 中國圍棋會
- 1987年 七品 中國圍棋會
- 1993年 四品 中國圍棋會
- 2000年3月4日 聘任六段 台灣棋院
- 2002年3月18日 七段 台灣棋院
- 2010年3月28日 八段 台灣棋院

## 戰績

### 國內戰績
- 冠軍數排名第7，累積8冠軍16亞軍（冠軍總數129）

| 頭銜   | 期數      | 通算期數 | 備註                      |
| ------ | --------- | -------- | ------------------------- |
| 名人   | 第19期    | 通算1期  | 循環圈9期（累積1冠4亞）   |
| CMC盃  |           |          | 第3期亞軍（累積1亞）      |
| 中環盃 |           |          | 第10，12屆亞軍（累積2亞） |
| 東鋼盃 |           |          | 第4期亞軍（累積1亞）      |
| 永大盃 | 第2屆     | 通算1期  | 累積1冠2亞                |
| 舊國手 | 第11—13期 | 通算3期  | 舊國手戰（累積3冠4亞）    |
| 棋王戰 |           |          | 第6，9屆亞軍（累積2亞）   |
| 茂榜盃 | 第1，2屆  | 通算2期  |                           |
| 棋士盃 | 第1屆     | 通算1期  | 累積1冠                   |

- 舊國手戰（中國圍棋會主辦）。1981年－1999年，共19屆。詳見台灣國手戰。

### 國際戰績
- 國際大賽出場7次，總成績2勝7負

| 國際賽     | 年份           | 期數     | 最佳成績     | 註                                 |
| ---------- | -------------- | -------- | ------------ | ---------------------------------- |
| 春蘭杯     | 1998年         | 第1屆    | 16強         | 本賽2次（第1屆，第6屆），1勝2負    |
| 富士通杯   | 1993年         | 第6屆    | 16強         | 本賽連續3次（第5屆—第7屆），1勝3負 |
| 東洋證券杯 | 1992年，1993年 | 第4，5期 | 本賽（32強） | 本賽連續2次（4屆，5屆）0勝2負      |

註：東洋證券杯（1988第一屆 1勝1負）前二屆為韓國國內賽，不計入國際大賽戰績